# Siumut Amerdlok Kunuk
Timersoqatigiiffik Siumut Amerdlok Kunuk (Timersoqatigiiffik SAK, SAK) – grenlandzki klub sportowy z siedzibą w Sisimiut, założony w 1951 roku. W 1974 roku zdobył swoje jedyne mistrzostwo.

## Osiągnięcia
- Mistrz Grenlandii (1 raz): 1974
- Wicemistrzostwo Grenlandii (4 razy): 1967/68, 1973, 1979, 1980
- III miejsce Mistrzostw Grenlandii (5 razy): 1963/64, 1966/67, 1981, 1995, 2000

## Bilans sezon po sezonie

### XXI wiek
| Sezon | Liga                   | Miejsce       |
| ----- | ---------------------- | ------------- |
| 2001  | Angutit Inersimasut GM | 5             |
| 2002  | Angutit Inersimasut GM | 6             |
| 2003  | nie startował          | nie startował |
| 2004  | brak danych            | brak danych   |
| 2005  | brak danych            | brak danych   |
| 2006  | Angutit Inersimasut GM | 7             |
| 2007  | brak danych            | brak danych   |
| 2008  | Angutit Inersimasut GM | 6             |
| 2009  | Angutit Inersimasut GM | 4             |
| 2010  | Øst-Grønland           | 4             |
| 2011  | brak danych            | brak danych   |
| 2012  | Angutit Inersimasut GM | 7-8           |
| 2013  | brak danych            | brak danych   |
| 2014  | nie startował          | nie startował |
| 2015  | Midtgrønland           | 3             |
| 2016  | brak danych            | brak danych   |
| 2017  | brak danych            | brak danych   |

Etap rozgrywek:
     etap finałowy
     etap regionalny